# Кубанский егерский корпус
Кубанский егерский корпус — егерское формирование (корпус) армии Российской империи в XVIII веке.

## История
Корпус сформирован в Моздоке в 1786 году князем Потёмкиным-Таврическим из Бутырского и Селенгинского пехотных полков, причём батальоны Бутырского полка составили 1-й и 2-й батальоны Кубанского корпуса, а батальоны Селенгинского полка — 3-й и 4-й. Первым командиром этого корпуса был назначен генерал П. Ф. Талызин, которого в 1789 году сменил барон В. И. Розен.
29 ноября 1796 года Кубанский егерский корпус были повелено расформировать и на его основании с добавлением батальонов Кавказского егерского корпуса составить отдельные 17-й и 18-й егерские батальоны. Однако, поскольку эти корпуса находились в Персидском походе, исполнение этого повеления было задержано. Указом от 17 мая 1797 года повеление о сформировании батальонов было отменено и заменено указом о сформировании егерских полков. По возвращении Кубанского и Кавказского корпусов на свои квартиры в июле 1797 года эти корпуса были переформированы в 17-й и 18-й егерские полки. Излишние люди были распределены по разным мушкетёрским и пехотным полкам Отдельного Кавказского корпуса.
12 февраля 1816 года 17-й (бывший 18-й) егерский полк был переименован в 7-й карабинерный и 27 марта 1827 года наименован Эриванским карабинерным (впоследствии гренадерский). После окончательного упразднения номерных егерских полков в 1833 году 16-й (бывший 17-й) егерский полк был присоединён к Кременчугскому пехотному полку.
Кубанский егерский корпус всё время своего существования находился на Кавказе и участвовал в кампаниях против горцев и против турок в 1787—1792 годах, в походе против персов в 1796 году находились 2-й, 3-й и 4-й батальоны этого корпуса.